# Escrime aux Jeux olympiques d'été de 2000
Navigation
Atlanta 1996 Athènes 2004
Cette page présente les résultats des compétitions d'escrime aux Jeux olympiques d'été de 2000.

## Présentation
Il y a six épreuves pour les hommes et quatre pour les femmes réparties comme suit :
Pour les femmes :
- Épée individuel
- Épée par équipes
- Fleuret individuel
- Fleuret par équipes

Pour les hommes : 
- Épée individuel
- Épée par équipes
- Fleuret individuel
- Fleuret par équipes
- Sabre individuel
- Sabre par équipes

## Résultats

### Podiums masculins
| Épreuves                                | Or                                                                        | Argent                                                           | Bronze                                                              |
| --------------------------------------- | ------------------------------------------------------------------------- | ---------------------------------------------------------------- | ------------------------------------------------------------------- |
| Épée individuelle résultats détaillés   | Pavel Kolobkov (RUS)                                                      | Hugues Obry (FRA)                                                | Lee Sang-ki (KOR)                                                   |
| Épée par équipes résultats détaillés    | Italie Angelo Mazzoni Paolo Milanoli Maurizio Randazzo Alfredo Rota       | France Jean-François Di Martino Hugues Obry Éric Srecki          | Cuba Nelson Loyola Carlos Pedroso Iván Trevejo                      |
| Fleuret individuel résultats détaillés  | Kim Young-ho (KOR)                                                        | Ralf Bißdorf (GER)                                               | Dmitriy Shevchenko (RUS)                                            |
| Fleuret par équipes résultats détaillés | France Jean-Noël Ferrari Brice Guyart Patrice Lhôtellier Lionel Plumenail | Chine Dong Zhaozhi Wang Haibin Ye Chong                          | Italie Daniele Crosta Gabriele Magni Salvatore Sanzo Matteo Zennaro |
| Sabre individuel résultats détaillés    | Mihai Covaliu (ROU)                                                       | Matthieu Gourdain (FRA)                                          | Wiradech Kothny (GER)                                               |
| Sabre par équipes résultats détaillés   | Russie Aleksey Frosin Stanislav Pozdniakov Sergey Sharikov                | France Mathieu Gourdain Julien Pillet Cédric Seguin Damien Touya | Allemagne Dennis Bauer Wiradech Kothny Alexander Weber              |

### Podiums féminins
| Épreuves                                | Or                                                                       | Argent                                                                                | Bronze                                              |
| --------------------------------------- | ------------------------------------------------------------------------ | ------------------------------------------------------------------------------------- | --------------------------------------------------- |
| Épée individuelle résultats détaillés   | Tímea Nagy (HUN)                                                         | Gianna Hablützel-Bürki (SUI)                                                          | Laura Flessel (FRA)                                 |
| Épée par équipes résultats détaillés    | Russie Karina Aznavourian Oksana Iermakova Tatiana Logunova Maria Mazina | Suisse Gianna Hablützel-Bürki Sophie Lamon Diana Romagnoli                            | Chine Li Na Liang Qin Yang Shaoqi                   |
| Fleuret individuel résultats détaillés  | Valentina Vezzali (ITA)                                                  | Rita König (GER)                                                                      | Giovanna Trillini (ITA)                             |
| Fleuret par équipes résultats détaillés | Italie Diana Bianchedi Giovanna Trillini Valentina Vezzali               | Pologne Sylwia Gruchała Magdalena Mroczkiewicz Anna Rybicka Barbara Wolnicka-Szewczyk | Allemagne Sabine Bau Rita König Monika Weber-Koszto |

## Tableau des médailles
| Rang | Nation       | Or | Argent | Bronze | Total |
| ---- | ------------ | -- | ------ | ------ | ----- |
| 1    | Italie       | 3  | 0      | 2      | 5     |
| 2    | Russie       | 3  | 0      | 1      | 4     |
| 3    | France       | 1  | 4      | 1      | 6     |
| 4    | Corée du Sud | 1  | 0      | 1      | 2     |
| 5    | Roumanie     | 1  | 0      | 0      | 1     |
| 5    | Hongrie      | 1  | 0      | 0      | 1     |
| 7    | Allemagne    | 0  | 2      | 3      | 5     |
| 8    | Suisse       | 0  | 2      | 0      | 2     |
| 9    | Chine        | 0  | 1      | 1      | 2     |
| 10   | Pologne      | 0  | 1      | 0      | 1     |
| 11   | Cuba         | 0  | 0      | 1      | 1     |